# Copa de la Reina de Fútbol 2017
La Copa de la Reina de Fútbol 2017 es la 35.ª edición del campeonato, el cual se disputa entre el 3 de junio y 18 de junio de 2017. Los Cuartos de final se disputan en San Sebastián de los Reyes y las semifinales y final se disputan en la Ciudad del Fútbol de Las Rozas ambos en la Comunidad de Madrid.

## Sistema de competición
Al igual que en la edición pasada, la Copa de la Reina tiene ocho participantes, los cuales son los ocho primeros equipos clasificados de la Primera División Femenina 2016-17. La competición se disputa por eliminatorias directas y a partido único.

## Participantes
En esta edición participan los 8 primeros clasificados de la Primera División Femenina 2016-17, estos son los clasificados:
- Atlético de Madrid
- F. C. Barcelona
- Valencia C. F.
- Levante U.D.
- Athletic Club
- U.D. Granadilla Tenerife
- Rayo Vallecano
- Real Sociedad

## Eliminatorias

### Cuadro final
|  | Cuartos de final         | Cuartos de final |                          |                    | Semifinales | Semifinales |  |                | Final       | Final       |  |
|  | 3 y 4 de junio           | 3 y 4 de junio   |                          |                    | 16 de junio | 16 de junio |  |                | 18 de junio | 18 de junio |  |
|  |                          |                  |                          |                    |             |             |  |                |             |             |  |
|  |                          |                  |                          |                    |             |             |  |                |             |             |  |
|  | F.C. Barcelona           | 1                |                          |                    |             |             |  |                |             |             |  |
|  | F.C. Barcelona           | 1                |                          |                    |             |             |  |                |             |             |  |
|  | Real Sociedad            | 0                |                          |                    |             |             |  |                |             |             |  |
|  | Real Sociedad            | 0                |                          | F.C. Barcelona     | 2           |             |  |                |             |             |  |
|  |                          |                  |                          | F.C. Barcelona     | 2           |             |  |                |             |             |  |
|  |                          |                  | Valencia C.F.            | 1                  |             |             |  |                |             |             |  |
|  | Athletic Club            | 1                | Valencia C.F.            | 1                  |             |             |  |                |             |             |  |
|  | Athletic Club            | 1                |                          |                    |             |             |  |                |             |             |  |
|  | Valencia C.F.            | 3                |                          |                    |             |             |  |                |             |             |  |
|  | Valencia C.F.            | 3                |                          |                    |             |             |  | F.C. Barcelona | 4           |             |  |
|  |                          |                  |                          |                    |             |             |  | F.C. Barcelona | 4           |             |  |
|  |                          |                  | Atlético de Madrid       | 1                  |             |             |  |                |             |             |  |
|  | Atlético de Madrid       | 4                | Atlético de Madrid       | 1                  |             |             |  |                |             |             |  |
|  | Atlético de Madrid       | 4                |                          |                    |             |             |  |                |             |             |  |
|  | Rayo Vallecano           | 3                |                          |                    |             |             |  |                |             |             |  |
|  | Rayo Vallecano           | 3                |                          | Atlético de Madrid | 2           |             |  |                |             |             |  |
|  |                          |                  |                          | Atlético de Madrid | 2           |             |  |                |             |             |  |
|  |                          |                  | U.D. Granadilla Tenerife | 0                  |             |             |  |                |             |             |  |
|  | U.D. Granadilla Tenerife | 2                | U.D. Granadilla Tenerife | 0                  |             |             |  |                |             |             |  |
|  | U.D. Granadilla Tenerife | 2                |                          |                    |             |             |  |                |             |             |  |
|  | Levante U.D.             | 1                |                          |                    |             |             |  |                |             |             |  |
|  | Levante U.D.             | 1                |                          |                    |             |             |  |                |             |             |  |
|  |                          |                  |                          |                    |             |             |  |                |             |             |  |

### Cuartos de final

#### Fútbol Club Barcelona - Real Sociedad de Fútbol
| 3 de junio de 2017, 10:00 | F. C. Barcelona | 1:0 (0:0, 0:0) (t. s.) | Real Sociedad | Estadio Matapiñonera, San Sebastián de los Reyes |                           |
|                           | Latorre 101'    | Reporte                |               | Árbitra: Contreras Patiño                        | Árbitra: Contreras Patiño |

#### Athletic Club - Valencia Club de Fútbol Femenino
| 3 de junio de 2017, 12:30 | Athletic Club | 1:3 (1:1) | Valencia C.F.                 | Estadio Matapiñonera, San Sebastián de los Reyes |                        |
|                           | Corres 11'    | Reporte   | Banini 10' · Mari Paz 56' 66' | Árbitra: Huerta de Aza                           | Árbitra: Huerta de Aza |

#### Club Atlético de Madrid Femenino - Rayo Vallecano de Madrid
| 4 de junio de 2017, 10:00 | Atlético de Madrid                           | 4:3 (2:2, 1:0) (t. s.) | Rayo Vallecano                 | Estadio Matapiñonera, San Sebastián de los Reyes |                           |
|                           | Borja 40' · Bermúdez 88' 96' · Sampedro 119' | Reporte                | Domínguez 49' · Pablos 56' 93' | Árbitra: Martínez Madrona                        | Árbitra: Martínez Madrona |

#### Unión Deportiva Granadilla Tenerife - Levante Unión Deportiva
| 4 de junio de 2017, 12:30 | U.D. Granadilla Tenerife | 2:1 (1:1) | Levante U.D.          | Estadio Matapiñonera, San Sebastián de los Reyes |                         |
|                           | García 18' · Martí 83'   | Reporte   | María José 33' (pen.) | Árbitra: Kinga-Hajnalka                          | Árbitra: Kinga-Hajnalka |

### Semifinal

#### Fútbol Club Barcelona - Valencia Club de Fútbol Femenino
| 16 de junio de 2017, 17:00 | F. C. Barcelona       | 2:1 (2:0) | Valencia C.F. | Ciudad del Fútbol de Las Rozas, Las Rozas |                      |
|                            | Gili 20' · Losada 27' | Reporte   | Mari Paz 94'  | Árbitra: Ortiz Arias                      | Árbitra: Ortiz Arias |

#### Club Atlético de Madrid Femenino - Unión Deportiva Granadilla Tenerife
| 16 de junio de 2017, 19:30 | Atlético de Madrid             | 2:0 (2:0) | U.D. Granadilla Tenerife | Ciudad del Fútbol de Las Rozas, Las Rozas |                        |
|                            | Borja 15' · Estella 27' (a.g.) | Reporte   |                          | Árbitra: Vicente Moral                    | Árbitra: Vicente Moral |

### Final
| 18 de junio de 2017, 11:30 | F. C. Barcelona                              | 4:1 (1:0) | Atlético de Madrid | Ciudad del Fútbol de Las Rozas, Las Rozas  |                                            |
|                            | Hermoso 41' 49' · Putellas 70' · Bonmatí 83' | Reporte   | Bermúdez 58'       | Árbitro(s): Francisco José Hernández Maeso | Árbitro(s): Francisco José Hernández Maeso |

| Bandera de Cataluña               |
| Campeón F.C. Barcelona 5.º título |

### Máximas goleadoras
| Pos. | Jugadora         | Club            | Goles |
| ---- | ---------------- | --------------- | ----- |
| 1.ª  | Mari Paz Vilas   | Valencia C.F.   | 2     |
| 2.ª  | Estefanía Banini | Valencia C. F.  | 1     |
| 2.ª  | Yulema Corres    | Athletic Club   | 1     |
| 2.ª  | Bárbara Latorre  | F. C. Barcelona | 1     |

| Predecesor: Copa de la Reina 2016 | Copa de la Reina de Fútbol 2017 | Sucesor: Copa de la Reina 2018 |